# Altersbestimmung (Biologie)
Altersbestimmung von Lebewesen umfasst die Methoden, das meist nicht offenkundig feststellbare Lebensalter von Tieren und Pflanzen festzustellen. Im Regelfall lässt sich hier nur eine ungefähre Altersangabe ableiten, weshalb häufiger auch der Begriff Altersschätzung verwendet wird.

## Zoologie
Zur Altersbestimmung  von Tieren kann man verschiedene Körpermerkmale heranziehen, so man deren zeitliches Verhalten kennt. Eine Altersschätzung ist zwar meist fehlerbehaftet, aber für Wildbiologen oder Tierärzte oft das einzige Mittel, um eine ungefähre Altersangabe zu machen.
Untersuchungsverfahren:
- Messungen von Größe und Gewicht: Für Jungtiere, also noch wachsende Tiere, kann man anhand von Messungen der Körperlänge oder bestimmter Körperabschnitte das Alter ablesen, vorausgesetzt man hat entsprechende Referenzdaten. Die meisten Reptilien, wie auch Fische, wachsen ihr Leben lang. Daher korrelieren Körpergröße und Alter.
- Zahnaltersbestimmung: Durch die relative Konstanz des Zahnwechsels bei Säugetieren und durch die Abnutzung der Zähne verändert sich das Gebiss; siehe auch: Zahnaltersschätzung
- Knochenalterbestimmung

Das Alter von Fischen wird anhand der Kreise auf den Schuppen bestimmt, die sich etwa alle 23 Tage um 1 vergrößern, also 16 pro Jahr

- Altersbestimmung anhand der Schuppen: Bei Fischen mit Schuppen zeigen diese in Gegenden mit Jahreszeiten „Jahresringe“ (Annuli), die man oft ohne jede weitere Behandlung abzählen kann, woraus sich das genaue Alter ergibt. Ähnliches lässt sich mit Wirbelkörpern, Kiemendeckelknochen u. a. erzielen, besonders aber mittels der „Ohrsteine“ (Otolithen, S. Statolith), die durch äußere Anlagerung wachsen und daher besonders deutliche Zuwachs-Zonen zeigen. Die Otolithologie ist auch deshalb eine eigene Wissenschaftsdisziplin, weil die Ohrsteine (von je spezifischer Form) auch bei der Bestimmung der phylogenetischen Verwandtschaft dienen können. Mit mikroskopischen Methoden lassen sich unter Umständen auch tägliche Zuwachszonen erkennen – beispielsweise bei paläozoischen Korallen-Fossilien, bei denen man darauf schließen konnte, dass ein Jahr damals über 400 Tage hatte.
- Linsengewicht: Da die Augenlinse sehr lange wächst, kann man anhand von Wägungen deren Masse bestimmen und mit Referenzdaten vergleichen.
- Gefieder: Bei Vögeln kann man anhand des Gefieders zumindest eine grobe Zuordnung treffen (Jungvögel, Altvögel).
- Bursatiefe: Bei Vögeln kann man, da die Bursa Fabricii eine Alterinvolution zeigt, eine Altersbestimmung über eine Sondierung der Tiefe der Höhle dieses Organs vornehmen.
- Hornringe: Bei horntragenden Wiederkäuern entstehen durch die Stoffwechselbelastung durch Trächtigkeiten unterschiedliche Wachstumszonen am Horn auf, die den Baumringen vergleichbar sind. Da meist eine Trächtigkeit pro Jahr auftritt, lässt sich so auch eine grobe Altersbestimmung durchführen.
- Enden: Bei geweihtragenden Huftieren folgt eine Abschätzung des Alters über die Enden, also die Gabelungen des Geweihs

In der Archäozoologie – das gilt entsprechend auch für die Anthropologie und die Forensik am Menschen – gibt es darüber hinausgehend Methoden zur Untersuchung von nicht oder langsam verwesenden Körperbestandteilen wie Hornsubstanz (Haare, Krallen/Nägel, Geweihe und Hörner), Knochen oder Zähne. Alle diese Strukturen weisen den Jahresringen entsprechende Anzeichen auf, die in Schnitten und Schliffen mikroskopisch ausgewertet werden können, und Aussagen über das Sterbealter fossiler Lebewesen geben. Daneben stehen die Methoden, die Aussagen über das Alter des Fossils geben und im Artikel Altersbestimmung (Archäologie) behandelt werden.

## Botanik
Das Alter von Bäumen bestimmt man mit Hilfe von Jahresringen, die sich aufgrund der jahreszeitlichen Wachstums- und Ruhephase bilden. Diese Methode der Altersbestimmung kann jedoch nur für Bäume genutzt werden, die in Zonen mit Jahreszeitenklima wachsen. Bäume an Standorten, an denen das ganze Jahr über die gleichen klimatischen Bedingungen vorherrschen, bilden keine Jahresringe aus, so dass diese Methode nicht für die Bäume genutzt werden kann. Für die Bestimmung werden die Jahresringe gefällter Bäume oder in Bohrkernen lebender Bäume gezählt. Das Verfahren wird Dendrochronologie genannt. Der älteste auf diese Weise bestimmte Baum war eine Langlebige Kiefer, die 1964 im Great Basin National Park in Nevada gefällt und deren Alter auf 4900 Jahres bestimmt wurde.
Altersbestimmungen über das Dickenwachstum sind wenig aussagekräftig, der dickste Baum der Erde, Árbol del Tule in Mexiko, wird auf „nur“ 1400–1600 Jahre geschätzt. Es ist nur eine grobe Schätzung des Alters möglich, da das Dickenwachstum je nach Art des Baums, Standort und klimatischen Einflüssen variiert.
Bei anderen Pflanzen gibt es nur selten direkte pflanzenmorphologische Kriterien und Altersbestimmungen erfolgen oftmals über indirekte Methoden.
Indirekte Verfahren zu Altersermittlung von Pflanzen:
- Radiokarbonmethode: Der Zerfall von 14C-Atomen wird gemessen.
- Molekulare Marker: Mit Hilfe der Veränderung von Genabschnitten wird das Alter bestimmt.
- Vergleich mit Zeitdokumenten: Das Alter von Pflanzen wird über geschichtliche Erwähnung oder Bilddokumente bestimmt.
- Größe des Genets: Staudenpflanzen breiten sich klonal über einen gewissen Zeitraum aus und vergrößern so den Radius mit der Zeit am selben Standort.

## Andere Organismen
Das Alter von Hallimaschen im Malheur National Forest in Oregon wurde aus dem Durchmesser des Genets geschätzt. Der Schätzung liegt zugrunde, dass sich diese Pilze ca. 23,3 bis 100,5 Zentimeter pro Jahr ausbreiten. Für den größten Hallimasch wurde ein Alter von 1000 bis 4600 Jahren ermittelt.